# Nealcidion
Nealcidion är ett släkte av skalbaggar. Nealcidion ingår i familjen långhorningar.

## Dottertaxa tillNealcidion, i alfabetisk ordning[1]
- Nealcidion adjunctum
- Nealcidion albatum
- Nealcidion alboplagiatum
- Nealcidion armatum
- Nealcidion badium
- Nealcidion batesii
- Nealcidion bicristatum
- Nealcidion bispinum
- Nealcidion brachiale
- Nealcidion bruchi
- Nealcidion cereicola
- Nealcidion costatum
- Nealcidion coxale
- Nealcidion cristulatum
- Nealcidion cuspidatum
- Nealcidion cyllenoide
- Nealcidion decoratum
- Nealcidion deletum
- Nealcidion elongatum
- Nealcidion emeritum
- Nealcidion eulophum
- Nealcidion femoratum
- Nealcidion formosum
- Nealcidion furciferum
- Nealcidion griseum
- Nealcidion humerosum
- Nealcidion hylaeanum
- Nealcidion interrogationis
- Nealcidion laetulum
- Nealcidion latipenne
- Nealcidion latum
- Nealcidion lineatum
- Nealcidion melasmum
- Nealcidion meridanum
- Nealcidion minimum
- Nealcidion murinum
- Nealcidion nebulosum
- Nealcidion oculatum
- Nealcidion omissum
- Nealcidion parallelum
- Nealcidion privatum
- Nealcidion pulchrum
- Nealcidion quinquemaculatum
- Nealcidion scutellatum
- Nealcidion sexguttatum
- Nealcidion sexnotatum
- Nealcidion silvai
- Nealcidion simillimum
- Nealcidion singulare
- Nealcidion socium
- Nealcidion spinosum
- Nealcidion triangulare
- Nealcidion trivittatum
- Nealcidion venosum